# Tytthocope megalura
Tytthocope megalura är en kräftdjursart som först beskrevs av Sars 1872.  Tytthocope megalura ingår i släktet Tytthocope och familjen Munnopsidae. Inga underarter finns listade i Catalogue of Life.